# George Blankenship
George Blankenship diseñó y gestionó las tiendas de GAP, Apple y Tesla Motors.
En la actualidad es el director de Ventas y de Experiencia de Compra (Sales & Ownership Experience) en Tesla Motors.

## Historia

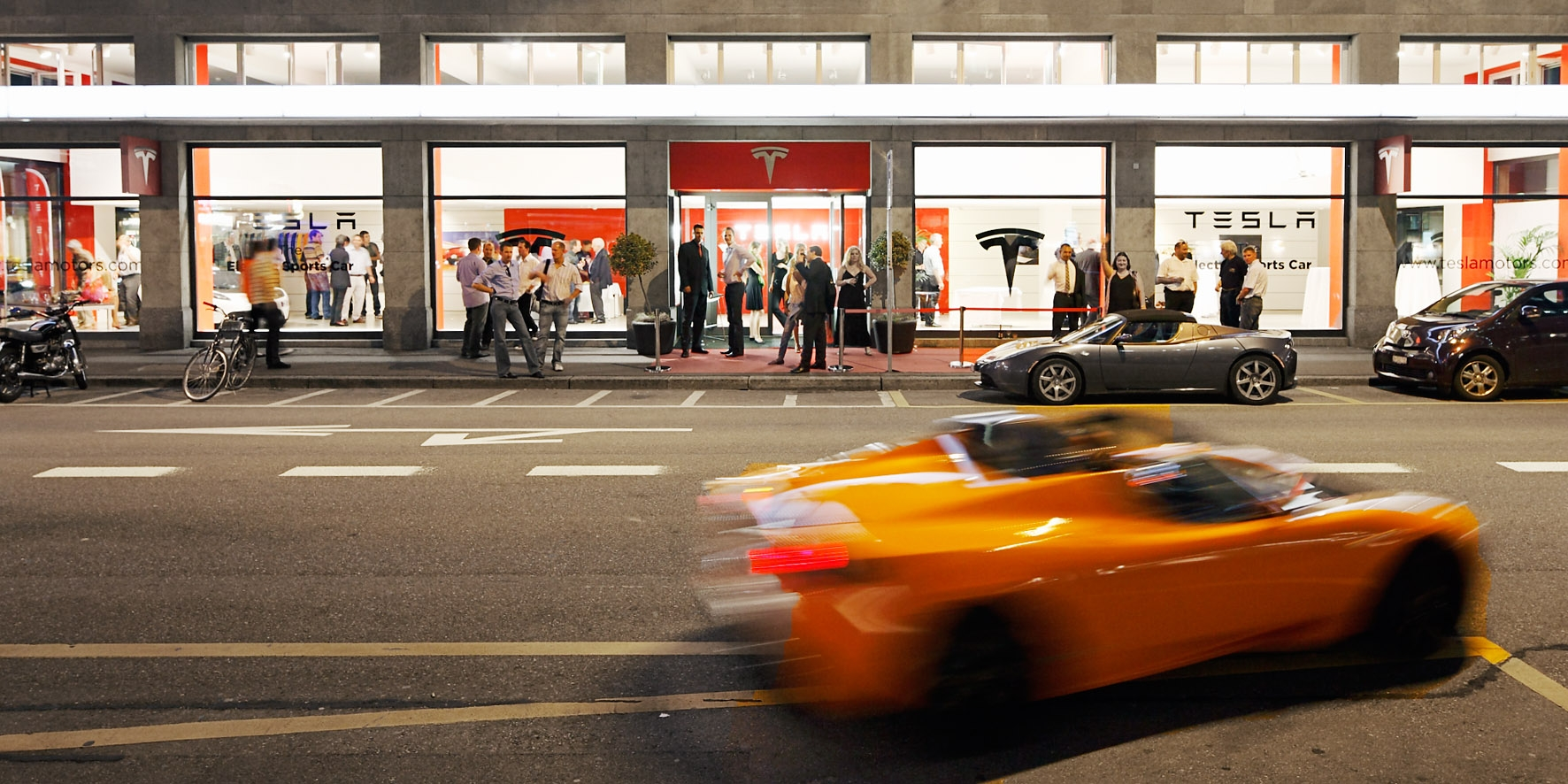
Tienda Tesla en Zúrich

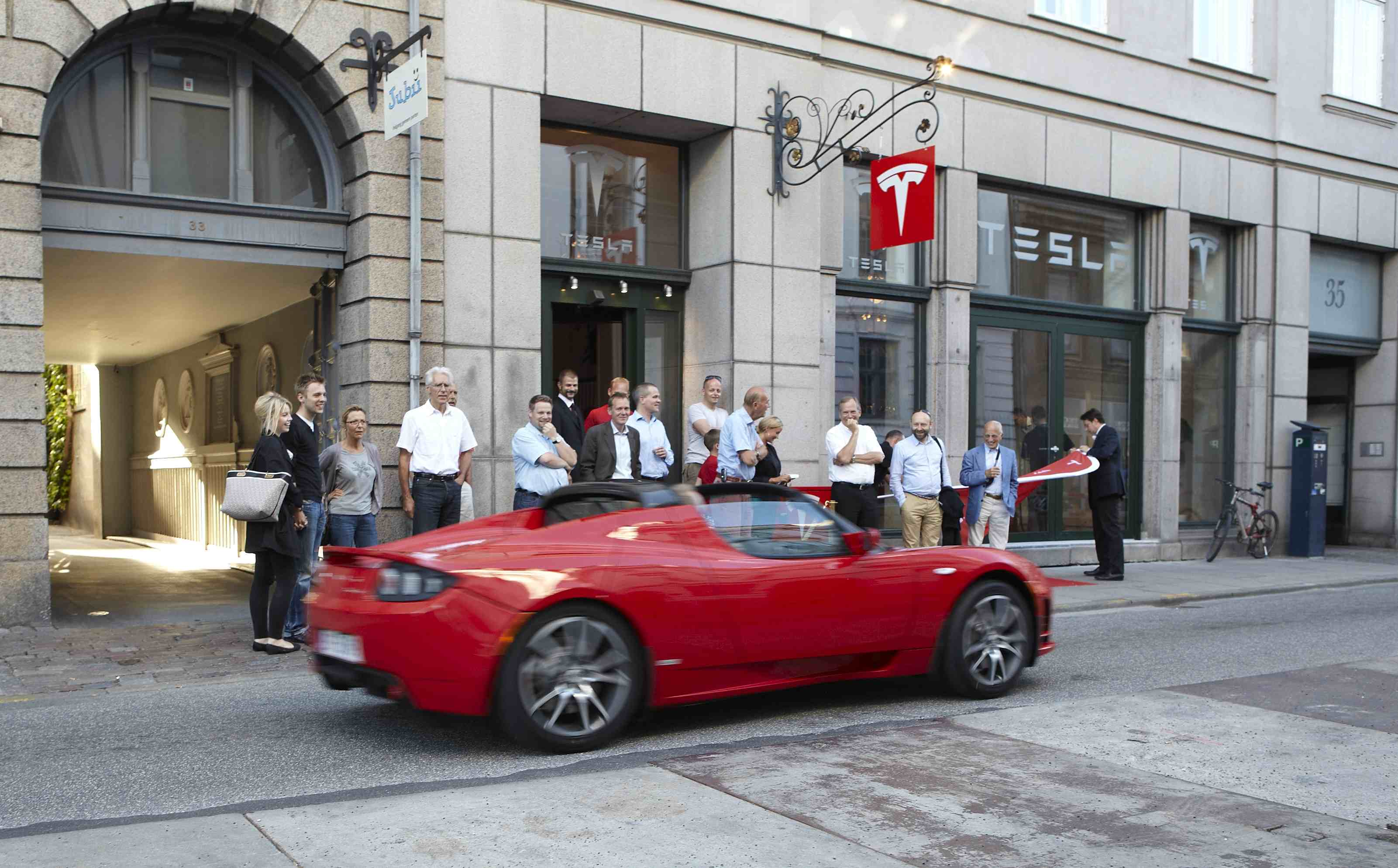
Tienda Tesla en Copenhague

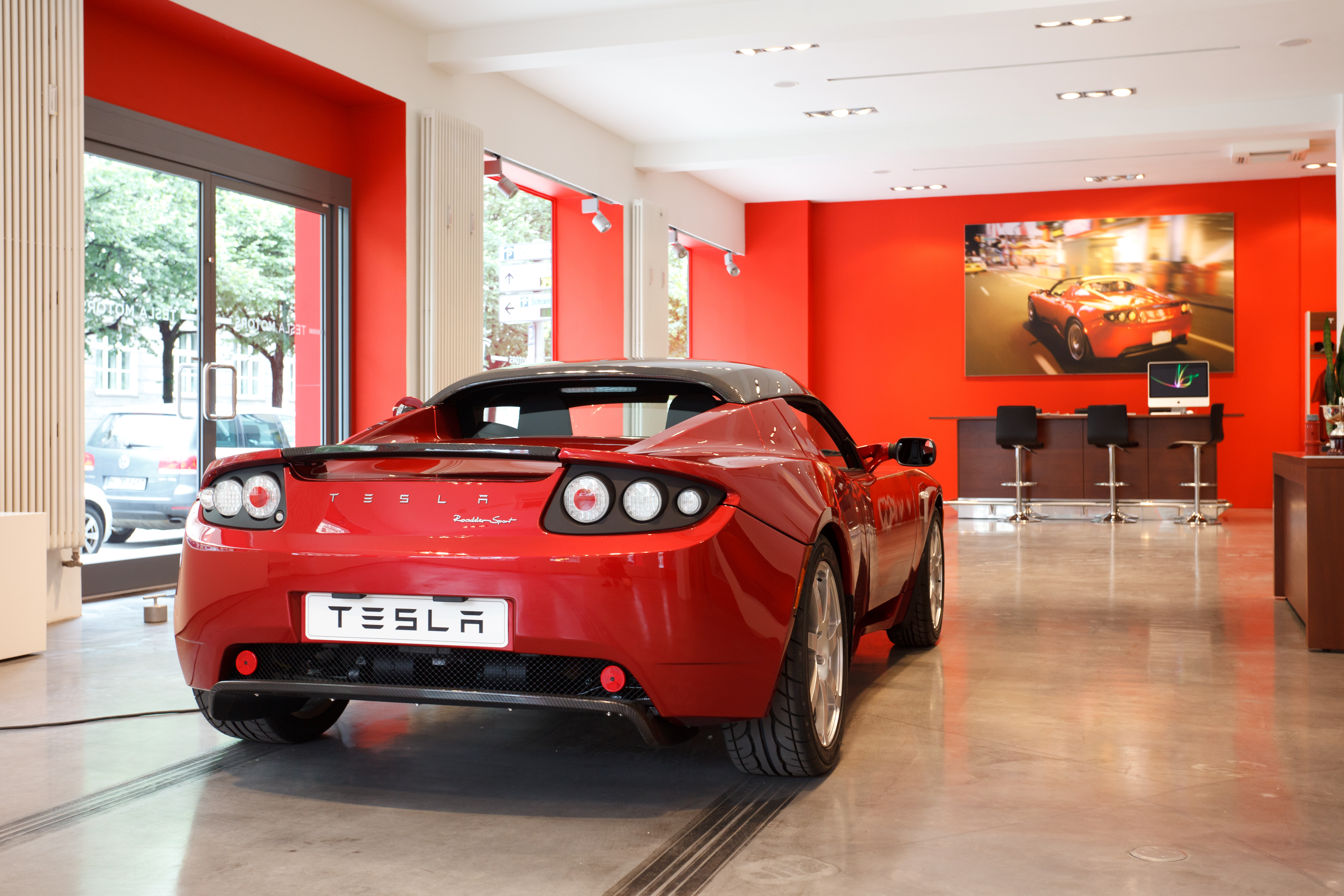
Tienda Tesla en Múnich

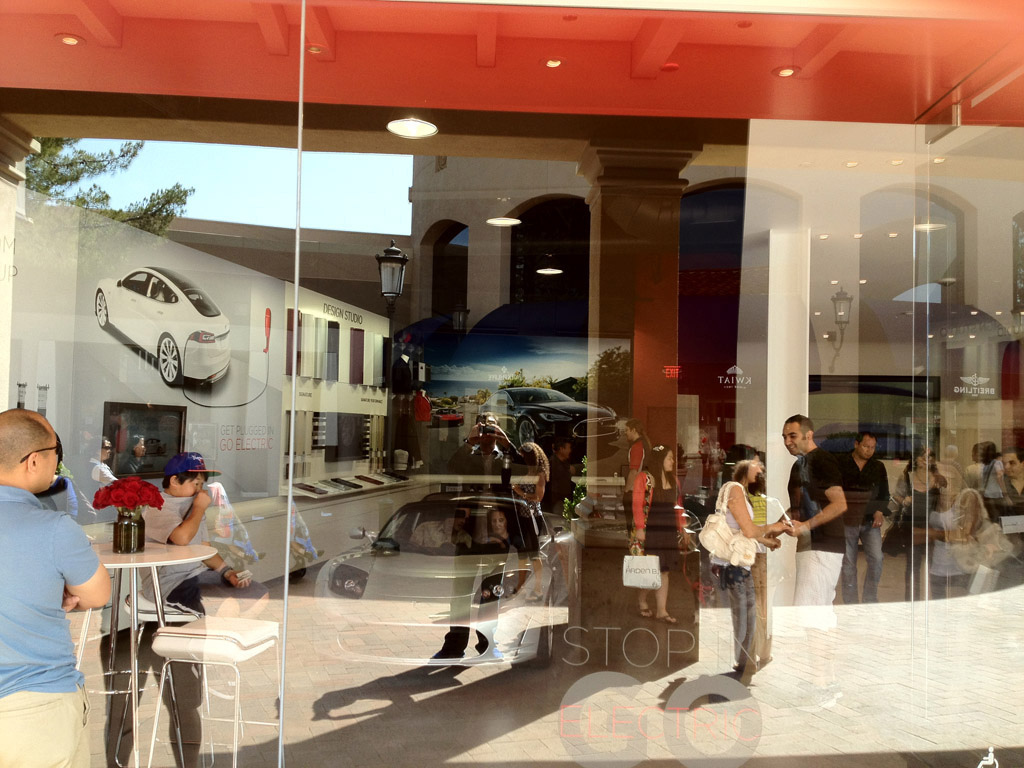
Tienda Tesla en Newport Beach

De 1971 a 1974 estudió en la Universidad de Delaware.
De junio de 1980 a junio de 2000 trabajó en varios puestos en GAP, donde llegó a ser vicepresidente y Director de Estrategia de ventas (Retail Strategy).
En GAP lanzó su carrera como gestor de tiendas y trabajó en los departamentos de Diseño de tiendas, Operaciones, Construcción y Estrategia. Durante esos 20 años supervisó la apertura de más de 250 tiendas al año. Estableció la estrategia de ventas basada en la sostenibilidad energética y medioambiental.
De mayo de 2000 a septiembre de 2006 trabajó en Apple como Vicepresidente de Propiedades Inmobiliarias (Vice President of Real Estate). Creó uno de los planes de crecimiento de ventas con reforzamiento de marca con mayor éxito de la historia. Expandió la influencia de Apple en todo el mundo. Su maestría en las ventas fue reconocida repetidamente por la revista Fortune entre otras.
De marzo de 2009 a junio de 2010 fue consultor inmobiliario para Microsoft Corporation.
De julio de 2010 a octubre de 2010 fue director de Diseño y Desarrollo de Tiendas (Store Development & Design) en Tesla Motors.
De octubre de 2010 a abril de 2013 fue director de Ventas y Experiencia de Compra (Sales & Ownership Experience) en Tesla Motors.
Desde abril de 2013 hasta la actualidad trabajó como Director de Ventas Mundiales (Worldwide Retail) en Tesla Motors.
En su tiempo libre disfruta con la fotografía, el golf, el snowboarding, los viajes y estando con su familia.

## Tesla Motors
El objetivo de George Blankenship en Tesla Motors es redefinir la forma en la que la gente compra coches, superando el modelo de concesionario para ir hacia una tienda con un estilo marcado y centrada en el cliente.
Además de las tiendas Tesla fijas también hace exposiciones temporales en lugares muy frecuentados donde la gente va a comprar y a ver cosas nuevas. Son sitios donde la gente no está acostumbrada a ver una tienda de coches. Se invita a las personas a entrar y a preguntar sobre los coches eléctricos y sobre lo que ellos consideran importante en un coche. Trata de que el posible cliente tenga una experiencia agradable y aunque no compre, recuerde la forma en que le trataron y vuelva en el futuro. El objetivo no es venderle un coche hoy sino vendérselo en los próximos 10 años.
En las tiendas Tesla se intenta responder las preguntas del cliente en un ambiente confortable donde se le cuide y se le respete.
El asunto del precio y su negociación es algo desagradable para muchos compradores. En Tesla queda fuera de la conversación porque no es negociable por el vendedor. El precio está publicado en la web de Tesla Motors y es el mismo para todos los clientes de un país.
Los vendedores de Tesla no reciben comisiones por las ventas. Su sueldo es el mismo independientemente del número de coches que vendan.
Tesla no quiere vender un coche a un cliente, sino que el cliente quiera comprar el coche a Tesla.
Su modelo de negocio no es vender un coche hoy que ya esté fabricado sino que el cliente decida el coche que quiere y Tesla lo fabricará según sus preferencias. La compra se puede realizar completamente por internet sin tener que pisar una tienda física.
Tesla no suele hacer publicidad tradicional.

### Remuneración
Como Director de Ventas Mundiales (Worldwide Retail) en Tesla Motors, George Blankenship recibió una remuneración total de 1 200 432 USD para el año fiscal 2012.
Su salario fue de 344 500 USD.
Recibió 77 490 USD como bonus.
Recibió 751 276 USD como opciones sobre acciones (stock options),
Recibió 27 166 USD por otras compensaciones.